# Giro d’Italia 2006
Giro d’Italia 2006 var den 89:e upplagan av cykeltävlingen Giro d’Italia. Girot startade den här gången i Belgien där cyklisterna åkte ett par etapper innan de flögs till Italien. Favoriter till att vinna loppet var italienaren Ivan Basso, förra årets segrare Paolo Savoldelli, Gilberto Simoni och ett antal andra cyklister. Gustav Larsson var ende svenske deltagare.

## Slutställning
| Plats | Person                 | Land      | Lag                    | Tid      |
| 1     | Ivan Basso             | Italien   | Team CSC               | 91.33.36 |
| 2     | José Enrique Gutierrez | Spanien   | Phonak Hearing Systems | 00.09.18 |
| 3     | Gilberto Simoni        | Italien   | Saunier Duval-Prodir   | 00.11.59 |
| 4     | Damiano Cunego         | Italien   | Lampre-Fondital        | 00.18.16 |
| 5     | Paolo Savoldelli       | Italien   | Discovery Channel      | 00.19.22 |
| 6     | Sandy Casar            | Frankrike | Française des Jeux     | 00.23.54 |
| 7     | Juan Manuel Garate     | Spanien   | Quick Step-Innergetic  | 00.24.26 |
| 8     | Franco Pellizotti      | Italien   | Team Liquigas          | 00.25.57 |
| 9     | Victor Hugo Peña       | Colombia  | Phonak Hearing Systems | 00.26.27 |
| 10    | Patxi Vila             | Spanien   | Lampre-Fondital        | 00.27.34 |

## Etapperna

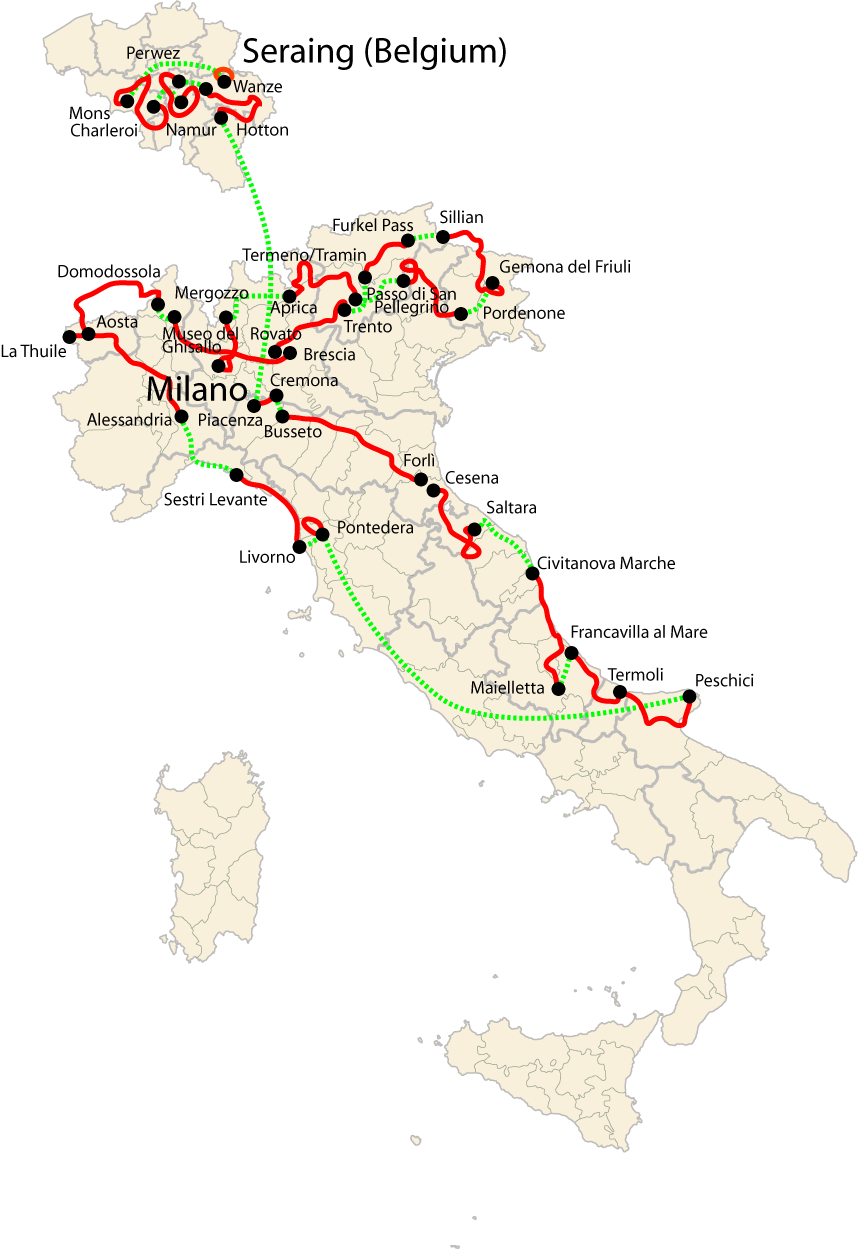
Överblick på etapperna under 2006 års Giro d'Italia.

| Etapp  | Datum  | Sträckning                          | Längd (km) | Etappsegrare       | Ledartröjan       | Poängtröjan       | Bergspriströjan    | Intergirotröjan  |
| ------ | ------ | ----------------------------------- | ---------- | ------------------ | ----------------- | ----------------- | ------------------ | ---------------- |
| Prolog | 6 maj  | Seraing (Belgien)                   | 6,2        | Paolo Savoldelli   | Paolo Savoldelli  | Paolo Savoldelli  | Paolo Savoldelli   | Paolo Savoldelli |
| 1      | 7 maj  | Mons - Charleroi                    | 203        | Robbie McEwen      | Paolo Savoldelli  | Paolo Savoldelli  | Paolo Savoldelli   | Paolo Savoldelli |
| 2      | 8 maj  | Perwez - Namur                      | 202        | Stefan Schumacher  | Stefan Schumacher | Stefan Schumacher | Moises Aldape      | Paolo Savoldelli |
| 3      | 9 maj  | Wanze - Hotton                      | 182        | Robbie McEwen      | Stefan Schumacher | Robbie McEwen     | Sandy Casar        | Paolo Savoldelli |
| 4      | 11 maj | Piacenza - Cremona                  | 35         | Team CSC           | Sergej Gontjar    | Robbie McEwen     | Sandy Casar        | Paolo Savoldelli |
| 5      | 12 maj | Busseto - Forlí                     | 223        | Robbie McEwen      | Olaf Pollack      | Robbie McEwen     | Sandy Casar        | Paolo Savoldelli |
| 6      | 13 maj | Cesena - Saltara                    | 236        | Rik Verbrugghe     | Sergej Gontjar    | Robbie McEwen     | Staf Scheirlinckx  | Paolo Savoldelli |
| 7      | 14 maj | Civitanova Marche - Maielletta      | 171        | Ivan Basso         | Ivan Basso        | Robbie McEwen     | Ivan Basso         | Paolo Savoldelli |
| 8      | 15 maj | Francavilla al Mare - Termoli       | 147        | Tomas Vaitkus      | Ivan Basso        | Robbie McEwen     | Ivan Basso         | Paolo Savoldelli |
| 9      | 16 maj | Termoli - Peschici                  | 190        | Franco Pellizotti  | Ivan Basso        | Robbie McEwen     | Ivan Basso         | Paolo Savoldelli |
| 10     | 18 maj | Pontedera - Pontedera               | 50         | Jan Ullrich        | Ivan Basso        | Robbie McEwen     | Ivan Basso         | Paolo Savoldelli |
| 11     | 19 maj | Livorno - Sestri Levante            | 165        | Joan Horrach       | Ivan Basso        | Robbie McEwen     | Ivan Basso         | Paolo Savoldelli |
| 12     | 20 maj | Alessandria - La Thuile             | 216        | Leonardo Piepoli   | Ivan Basso        | Paolo Bettini     | Ivan Basso         | Paolo Savoldelli |
| 13     | 21 maj | Aosta - Domodossola                 | 224        | Luis Laverde       | Ivan Basso        | Paolo Bettini     | Fortunato Baliani  | Paolo Savoldelli |
| 14     | 22 maj | Mergozzo - Brescia                  | 182        | Paolo Bettini      | Ivan Basso        | Paolo Bettini     | Fortunato Baliani  | Paolo Savoldelli |
| 15     | 23 maj | Rovato - Monte Bondone              | 180        | Ivan Basso         | Ivan Basso        | Paolo Bettini     | Ivan Basso         | Paolo Savoldelli |
| 16     | 24 maj | Termeno - Plan de Corones           | 121        | Leonardo Piepoli   | Ivan Basso        | Ivan Basso        | Ivan Basso         | Paolo Savoldelli |
| 17     | 25 maj | Sillian - Gemona del Friuli         | 227        | Stefan Schumacher  | Ivan Basso        | Paolo Bettini     | Ivan Basso         | Paolo Savoldelli |
| 18     | 26 maj | Pordenone - Passo di San Pellegrino | 220        | Juan Manuel Garate | Ivan Basso        | Paolo Bettini     | Fortunato Baliani  | Paolo Savoldelli |
| 19     | 27 maj | Trento - Aprica                     | 212        | Ivan Basso         | Ivan Basso        | Ivan Basso        | Juan Manuel Garate | Paolo Savoldelli |
| 20     | 28 maj | Museo del Ghisallo - Milano         | 140        | Robert Förster     | Ivan Basso        | Paolo Bettini     | Juan Manuel Garate | Paolo Savoldelli |

### Prolog:Seraing- Seraing, 6,2 km
Giro d'Italia startar i Belgien det här året. Prologen innehåller en tuff backe med en höjdskillnad på ungefär 100 meter och med lutningar så branta som 10 %. Backen är två kilometer lång och när cyklisterna kommer upp på toppen har man kört lite över fyra kilometer av etappen och har då två kilometer kvar, det mesta utför.
| Plats | Person                 | Land       | Lag                            | Tid   |
| 1     | Paolo Savoldelli       | Italien    | Discovery Channel              | 20.51 |
| 2     | Bradley McGee          | Australien | Française des Jeux             | 0.11  |
| 3     | José Enrique Gutierrez | Spanien    | Phonak Hearing Systems         | 0.13  |
| 4     | Stefan Schumacher      | Tyskland   | Gerolsteiner                   | 0.13  |
| 5     | Sergej Gontjar         | Ukraina    | T-Mobile Team                  | 0.15  |
| 6     | Francisco Pérez        | Spanien    | Caisse d'Epargne-Illes Balears | 0.16  |
| 7     | José Ivan Gutierrez    | Spanien    | Team CSC                       | 0.16  |
| 8     | Michael Rogers         | Australien | T-Mobile Team                  | 0.17  |
| 9     | Davide Rebellin        | Italien    | Gerolsteiner                   | 0.18  |
| 10    | Danilo di Luca         | Italien    | Team Liquigas                  | 0.19  |

### Etapp 1:Mons-Charleroi, 203 km
| Plats | Person                   | Land       | Lag                   | Tid     |
| 1     | Robbie McEwen            | Australien | Davitamon-Lotto       | 4.51.40 |
| 2     | Olaf Pollack             | Tyskland   | T-Mobile Team         | s.t.    |
| 3     | Paolo Bettini            | Italien    | Quick Step-Innergetic | s.t.    |
| 4     | Alessandro Petacchi      | Italien    | Team Milram           | s.t.    |
| 5     | Leonardo Duque           | Colombia   | Cofidis               | s.t.    |
| 6     | Tomas Vaitkus            | Litauen    | Ag2r Prévoyance       | s.t.    |
| 7     | Alberto Loddo            | Italien    | Selle Italia          | s.t.    |
| 8     | Koldo Fernandez          | Spanien    | Euskaltel-Euskadi     | s.t.    |
| 9     | Axel Maximiliano Richeze | Argentina  | Ceramica Panaria      | s.t.    |
| 10    | Graeme Brown             | Australien | Rabobank              | s.t.    |

Totalt efter etapp ett:
1. Paolo Savoldelli, 4.59.30
2. Bradley McGee, + 0.11
3. José Enrique Gutierrez, +0.13

### Etapp 2:Perwez-Namur, 202 km
| Plats | Person              | Land     | Lag                            | Tid     |
| 1     | Stefan Schumacher   | Tyskland | Gerolsteiner                   | 5.14.43 |
| 2     | José Luis Rubiera   | Spanien  | Discovery Channel              | 0.02    |
| 3     | Davide Rebellin     | Italien  | Gerolsteiner                   | 0.06    |
| 4     | Paolo Bettini       | Italien  | Quick Step-Innergetic          | s.t.    |
| 5     | Philippe Gilbert    | Belgien  | Française des Jeux             | s.t.    |
| 6     | Jens Voigt          | Tyskland | Team CSC                       | s.t.    |
| 7     | Andrea Moletta      | Italien  | Gerolsteiner                   | s.t.    |
| 8     | José Ivan Gutierrez | Spanien  | Caisse d'Epargne-Illes Balears | s.t.    |
| 9     | Paolo Savoldelli    | Italien  | Discovery Channel              | s.t.    |
| 10    | Franco Pellizotti   | Italien  | Team Liquigas                  | s.t.    |

På slutet av etappen var det en två kilometer lång backe upp till målet i Namur. Spanjoren José Luis Rubiera attackerade där och fick lucka. Efter en stund kom Stefan Schumacher ikapp. Schumacher kunde sedan relativt enkelt besegra Rubiera. Han fick också 20 bonussekunder, vilket förde honom upp i total ledning.
Alessandro Petacchi vurpade på etappen men kunde ta sig i mål. Senare konstaterades det att han hade en fraktur i knät.
Totalt efter etapp två:
1. Stefan Schumacher, 10.14.04
2. Paolo Savoldelli, + 0.13
3. Davide Rebellin, + 0.23

### Etapp 3:Wanze-Hotton, 182 km
| Plats | Person                   | Land       | Lag                   | Tid     |
| 1     | Robbie McEwen            | Australien | Davitamon-Lotto       | 4.38.51 |
| 2     | Paolo Bettini            | Italien    | Quick Step-Innergetic | s.t.    |
| 3     | Alberto Loddo            | Italien    | Selle Italia          | s.t.    |
| 4     | Axel Maximiliano Richeze | Argentina  | Ceramica Panaria      | s.t.    |
| 5     | Olaf Pollack             | Tyskland   | T-Mobile Team         | s.t.    |
| 6     | Mirco Lorenzetto         | Italien    | Team Milram           | s.t.    |
| 7     | Philippe Gilbert         | Belgien    | Française des Jeux    | s.t.    |
| 8     | Tomas Vaitkus            | Litauen    | Ag2r Prévoyance       | s.t.    |
| 9     | Koldo Fernandez          | Spanien    | Euskaltel-Euskadi     | s.t.    |
| 10    | Sébastien Chavanel       | Frankrike  | Bouygues Télécom      | s.t.    |

Totalt efter etapp tre:
1. Stefan Schumacher, 14.52.55
2. Paolo Savoldelli, + 0.13
3. Davide Rebellin, + 0.23

### Etapp 4:Piacenza-Cremona, 35 km
| Plats | Lag                    | Land      | Tid     |
| 1     | Team CSC               | Danmark   | 0.36.56 |
| 2     | T-Mobile Team          | Tyskland  | 0.01    |
| 3     | Discovery Channel      | USA       | 0.39    |
| 4     | Team Liquigas          | Italien   | 0.42    |
| 5     | Française des Jeux     | Frankrike | 1.00    |
| 6     | Gerolsteiner           | Tyskland  | 1.03    |
| 7     | Quick Step-Innergetic  | Belgien   | 1.03    |
| 8     | Lampre-Fondital        | Italien   | 1.04    |
| 9     | Phonak Hearing Systems | Schweiz   | 1.04    |
| 10    | Crédit Agricole        | Frankrike | 1.07    |

Lagtempoetappen blev en kamp mellan Team CSC och T-Mobile Team. Vid sista mellantiden ledde Team CSC med tolv sekunder men vid mål hade T-Mobile kört mycket starkare. Det var fem man kvar i T-Mobile med ett par hundra meter kvar av etappen. CSC hade redan gått i mål. Matthias Kessler drog T-Mobile, men var trött och drog åt sidan och släppte. Kessler hade dock inte sett att det bara var fyra andra män som hade orkat hänga med (tiden räknas på femte man i mål). Kessler kämpade för att komma i kapp men tappade två-tre sekunder, vilket avgjorde etappen till Team CSC:s fördel. 
Sergej Gontjar i T-Mobile tog över ledningen totalt.
Totalt efter etapp fyra:
1. Sergej Gontjar, 15.30.45
2. Jens Voigt, + 0.06
3. Michael Rogers, + 0.06

### Etapp 5:Busseto-Forli, 223 km
| Plats | Person                   | Land       | Lag                    | Tid     |
| 1     | Robbie McEwen            | Australien | Davitamon-Lotto        | 4.38.51 |
| 2     | Olaf Pollack             | Tyskland   | T-Mobile Team          | s.t.    |
| 3     | Tomas Vaitkus            | Litauen    | Ag2r Prévoyance        | s.t.    |
| 4     | Leonardo Duque           | Colombia   | Cofidis                | s.t.    |
| 5     | Koldo Fernandez          | Spanien    | Euskaltel-Euskadi      | s.t.    |
| 6     | Fabrizio Guidi           | Italien    | Phonak Hearing Systems | s.t.    |
| 7     | Paolo Bettini            | Italien    | Quick Step-Innergetic  | s.t.    |
| 8     | Elia Rigotto             | Italien    | Team Milram            | s.t.    |
| 9     | Axel Maximiliano Richeze | Argentina  | Ceramica Panaria       | s.t.    |
| 10    | Manuele Mori             | Italien    | Saunier Duval-Prodir   | s.t.    |

Olaf Pollack tog tolv bonussekunder och gick upp i total ledning.
Totalt efter etapp tre:
1. Olaf Pollack, 20.54.34
2. Sergej Gontjar, + 0.02
3. Jens Voigt, + 0.08

### Etapp 6:Cesena-Saltara, 236 km
| Plats | Person                 | Land      | Lag                        | Tid     |
| 1     | Rik Verbrugghe         | Belgien   | Cofidis                    | 6.42.15 |
| 2     | Paolo Savoldelli       | Italien   | Discovery Channel          | 0.14    |
| 3     | Luca Mazzanti          | Italien   | Ceramica Panaria           | s.t.    |
| 4     | José Enrique Gutierrez | Spanien   | Phonak Hearing Systems     | s.t.    |
| 5     | Davide Rebellin        | Italien   | Gerolsteiner               | 0.16    |
| 6     | Ivan Basso             | Italien   | Team CSC                   | 0.17    |
| 7     | Sergej Gontjar         | Ukraina   | T-Mobile Team              | s.t.    |
| 8     | Gilberto Simoni        | Italien   | Saunier Duval-Prodir       | s.t.    |
| 9     | Laurent Lefèvre        | Frankrike | Bouygues Télécom           | 0.20    |
| 10    | Michele Scarponi       | Italien   | Liberty Seguros-Würth Team | s.t.    |

På den här etappen var det en utbrytargrupp på nio cyklister. Ett par cyklister fick släppa och med tio kilometer kvar var det bara fem cyklister kvar: Juan Manuel Garate, Manuele Mori, Victor Hugo Peña, Rik Verbrugghe och Francisco Vila. Med ungefär fem kilometer kvar attackerade Rik Verbrugghe och ingen av de andra cyklisterna i gruppen kunde svara på attacken. På slutet var det en backe. Trots att fjolårssegraren Paolo Savoldelli attackerade i gruppen bakom Verbrugghe kunde belgaren hålla undan.
Totalt efter etapp sex:
1. Sergej Gontjar, 27.37.08
2. Paolo Savoldelli, + 0.05
3. Ivan Basso, + 0.11

### Etapp 7:Civitanova Marche-Maieletta, 171 km
| Plats | Person                     | Land      | Lag                          | Tid     |
| 1     | Ivan Basso                 | Italien   | Team CSC                     | 4.04.19 |
| 2     | Damiano Cunego             | Italien   | Lampre-Fondital              | 0.30    |
| 3     | José Enrique Gutierrez     | Spanien   | Phonak Hearing Systems       | s.t.    |
| 4     | Giampaolo Caruso           | Italien   | Liberty Seguros - Würth Team | 0.45    |
| 5     | Luca Mazzanti              | Italien   | Ceramica Panaria             | 1.09    |
| 6     | Leonardo Piepoli           | Italien   | Saunier Duval-Prodir         | 1.15    |
| 7     | Gilberto Simoni            | Italien   | Saunier Duval-Prodir         | s.t.    |
| 8     | Danilo di Luca             | Italien   | Team Liquigas                | 1.32    |
| 9     | José Rujano Guillen        | Venezuela | Selle Italia                 | 1.50    |
| 10    | Julio Alberto Perez Cuapio | Mexiko    | Ceramica Panaria             | 1.52    |

Totalt efter etapp sju:
1. Ivan Basso, 31.41.17
2. José Enrique Gutierrez, + 1.34
3. Damiano Cunego, + 1.48

### Etapp 8:Francavilla al Mare-Termoli, 147 km
| Plats | Person                   | Land       | Lag                   | Tid     |
| 1     | Tomas Vaitkus            | Litauen    | Ag2r Prévoyance       | 3.05.19 |
| 2     | Paolo Bettini            | Italien    | Quick Step-Innergetic | s.t.    |
| 3     | Olaf Pollack             | Tyskland   | T-Mobile Team         | s.t.    |
| 4     | Robbie McEwen            | Australien | Davitamon-Lotto       | s.t.    |
| 5     | Philippe Gilbert         | Belgien    | Française des Jeux    | s.t.    |
| 6     | Alexandr Botjarov        | Ryssland   | Crédit Agricole       | s.t.    |
| 7     | Manuele Mori             | Italien    | Saunier Duval-Prodir  | s.t.    |
| 8     | Axel Maximiliano Richeze | Argentina  | Ceramica Panaria      | s.t.    |
| 9     | Leonardo Duque           | Colombia   | Cofidis               | s.t.    |
| 10    | Alessandro Spezialetti   | Italien    | Team Liquigas         | s.t.    |

Totalt efter etapp åtta:
1. Ivan Basso, 34.46.30
2. José Enrique Gutierrez, + 1.34
3. Damiano Cunego, + 1.48

### Etapp 9:Termoli-Peschici, 190 km
| Plats | Person             | Land          | Lag                            | Tid     |
| 1     | Franco Pellizotti  | Italien       | Team Liquigas                  | 4.39.47 |
| 2     | Vladimir Jefimkin  | Ryssland      | Caisse d'Epargne-Illes Balears | s.t.    |
| 3     | Sergej Jakovlev    | Kazakstan     | Liberty Seguros-Würth Team     | 0.02    |
| 4     | Hubert Dupont      | Frankrike     | Ag2r Prévoyance                | s.t.    |
| 5     | Theo Eltink        | Nederländerna | Rabobank                       | 0.03    |
| 6     | José Luis Carrasco | Spanien       | Caisse d'Epargne-Illes Balears | s.t.    |
| 7     | Marco Pinotti      | Italien       | Saunier Duval-Prodir           | 0.05    |
| 8     | Sven Krauss        | Tyskland      | Gerolsteiner                   | s.t.    |
| 9     | Aleksandr Kolobnev | Ryssland      | Rabobank                       | 0.08    |
| 10    | Joan Horrach       | Spanien       | Caisse d'Epargne-Illes Balears | s.t.    |

### Etapp 10:Pontedera- Pontedera, 50 km
| Plats | Person                 | Land     | Lag                    | Tid     |
| 1     | Jan Ullrich            | Tyskland | T-Mobile Team          | 0.58.48 |
| 2     | Ivan Basso             | Italien  | Team CSC               | 0.28    |
| 3     | Marco Pinotti          | Italien  | Saunier Duval-Prodir   | 1.01    |
| 4     | Sergej Gontjar         | Ukraina  | T-Mobile Team          | 1.09    |
| 5     | Paolo Savoldelli       | Italien  | Discovery Channel      | 1.19    |
| 6     | José Enrique Gutierrez | Spanien  | Phonak Hearing Systems | 1.42    |
| 7     | Jens Voigt             | Tyskland | Team CSC               | 2.12    |
| 8     | Gustav Larsson         | Sverige  | Française des Jeux     | 2.22    |
| 9     | Dario David Cioni      | Italien  | Team Liquigas          | 2.24    |
| 10    | Vjatjeslav Jekimov     | Ryssland | Discovery Channel      | 2.27    |

### Etapp 18:Pordenone- Passo di San Pellegrino, 220 km
Den här etappen var en av de tuffaste på 2006 års Giro d'Italia.
|    | Plats                  | Person         | Land                               | Lag       | Tid |
| 1  | Stefan Schumacher      | Tyskland       | Gerolsteiner                       | 5h 31'33" |     |
| 2  | Marzio Bruseghin       | Italien        | Lampre-Fondital                    | s.t.      |     |
| 3  | José Iván Gutiérrez    | Spanien        | Caisse d'Epargne-Illes Balears     | s.t.      |     |
| 4  | David Lopez Garcia     | Spanien        | Euskaltel-Euskadi                  | +2"       |     |
| 5  | Charles Wegelius       | Storbritannien | Team Liquigas                      | +7"       |     |
| 6  | Paolo Bettini          | Italien        | Quick Step-Innergetic              | +2"43"    |     |
| 7  | Alberto Ongarato       | Italien        | Team Milram                        | s.t.      |     |
| 8  | Matthew White          | Italien        | Discovery Channel Pro Cycling Team | s.t.      |     |
| 9  | José Enrique Gutiérrez | Spanien        | Phonak Hearing Systems             | s.t.      |     |
| 10 | Paolo Tiralongo        | Italien        | Lampre-Fondital                    | s.t.      |     |